# Marie Colvin
Marie Catherine Colvin (Oyster Bay, 12 de gener de 1956 - Homs, 22 de febrer de 2012) fou una periodista estatunidenca, especialista en el món àrab. Va treballar com a reportera de guerra al diari britànic The Sunday Times des de 1986 fins a la seva mort, mentre cobria el setge d'Homs a Síria.

## Biografia
Nascuda a un poble de Nova York, es va graduar a la Oyster Bay High School el 1974, després de passar el seu tercer any d'escola al Brasil en un programa d'intercanvi. Tot seguit es va inscriure a la Universitat Yale per estudiar antropologia, alhora que va fer un curs amb l'escriptor guanyador del premi Pulitzer John Hersey i va començar a escriure per al The Yale Daily News. Un any després de graduar-se a Yale, el 1979, va començar la seva carrera periodística amb l'agencia United Press International primer a Trenton i després a Nova York i Washington. El 1984, va ser anomenada directora de l'oficina de París de la UPI, i l'any següent va començar a treballar pel diari The Sunday Times. A partir de l'any 1986 va començar a exercir com a corresponsal a l'Orient Mitjà i, a partir de 1995 va ser la corresponsal d'Afers Exteriors. El 1986, va fer-li la seva primera entrevistar a Muammar Gaddafi, després de l'Operació El Dorado Canyon, on el líder libi va dir-li que estava a casa quan els avions nord-americans van bombardejar Trípoli a l'abril de 1986, i que va ajudar a rescatar la seva dona i fills, mentre que «la casa estava caient al nostre voltant». Gaddafi també va dir que la reconciliació entre Líbia i els Estats Units era impossible mentre Ronald Reagan fos a la Casa Blanca.
Especialitzada en l'Orient Mitjà, que també va cobrir conflictes a Txetxènia, Kosovo, Sierra Leone, Zimbàbue, Sri Lanka i Timor Oriental, entre d'altres països. El 1999, a Timor Oriental, se li atribueix haver salvat la vida de 1.500 dones i nens assetjats per les forces indonèsies. Negar-se a abandonar-los, es va quedar amb un grup de les Nacions Unides, i van ser tots evacuats després de quatre dies. Va guanyar el premi pel Coratge en Periodisme de la International Women's Media Foundation per la seva cobertura de Kosovo i Txetxènia. També va escriure i produir documentals com Arafat: Behind the Myth per la BBC.
Colvin va perdre la visió de l'ull esquerre, el 16 d'abril de 2001, per l'explosió d'una granada mentre informava de la guerra civil de Sri Lanka, en creuar d'una zona controlada pels Tigres d'Alliberament de Tamil Eelam. Tot i patir lesions greus, va escriure un article de 3.000 paraules en aquells moments, per complir el termini. Més tard va patir trastorn d'estrès post traumàtic i va haver de ser ser hospitalitzada per les lesions de la metralla a la cara.
El 2011, quan cobria els conflictes de la Primavera Àrab a Tunísia, Egipte i la Guerra Civil de Líbia, va poder entrevistar altre cop a Muammar Gaddafi, la primera entrevista internacional de Gaddafi des de l'inici de la guerra. El febrer de 2012, Colvin va entrar il·legalment a Síria amb una motocicleta de motocròs, sense fer cas dels intents del govern sirià per prevenir que periodistes estrangers entressin al país per cobrir la guerra civil siriana sense permís. Va estar-se al districte occidental de Baba Amr d'Homs, i va fer la seva última emissió la tarda del 21 de febrer a la BBC, Channel 4, CNN i ITN via telèfon satèl·lit. L'endemà, 22 de febrer, va morir amb el fotògraf Rémi Ochlik a causa d'un artefacte explosiu improvisat ple de claus; el periodista Jean-Pierre Perrin i altres fonts van informar que l'edifici, identificat pels senyals de telefonia per satèl·lit, havia estat atacat per l'Exèrcit sirià, mentre l'exèrcit sirià afirmava que el dispositiu explosiu havia estat obra de terroristes.

## Premis
Durant la seva carrera, Marie Colvin va rebre diversos guardons pel seu treball, com:
- Premi al Millor corresponsal estranger atorgat per la premsa britànica pels seus reportatges a Iugoslàvia, Iran, Sri Lanka i Zimbàbue.
- Premi al Coratge en Periodisme per la Fundació Internacional de la Dona.
- Periodista de l'Any per l'Associació de Periodistes de la premsa estrangera.
- Premi Anna Politkóvskaia.
- Premi World Press Freedom Hero de l'Institut internacional de premsa, de Viena.[22]